# 金属材料成形
金属材料成形是指将金属材料加工制造成可以使用的成品或半成品。传统意义上分为冷加工（机械加工）和热加工两方面。